# Chthonius paganus
Chthonius paganus är en spindeldjursart som först beskrevs av Clarence Clayton Hoff 1961.  Chthonius paganus ingår i släktet Chthonius och familjen käkklokrypare. Inga underarter finns listade i Catalogue of Life.